# Paolo Ricciardi

Bischofswappen von Paolo Ricciardi

Paolo Ricciardi (* 14. März 1968 in Rom, Italien) ist ein italienischer Geistlicher und römisch-katholischer Bischof von Jesi.

## Leben
Paolo Ricciardi studierte am Päpstlichen Römischen Priesterseminar und empfing am 2. Mai 1993 durch Papst Johannes Paul II. das Sakrament der Priesterweihe für das Bistum Rom. Er erwarb zudem ein Lizenziat in biblischer Theologie an der Päpstlichen Universität Gregoriana. Ab 1993 arbeitete er zunächst am Päpstlichen Römischen Seminar und wurde 1998 Pfarrvikar im Stadtbezirk Monte Mario. Von 2003 bis 2007 gehörte Ricciardi erstmals dem Priesterrat der Diözese Rom an, von 2011 bis 2015 war er erneut Mitglied und zudem Sekretär dieses Rates.
Am 23. November 2017 ernannte ihn Papst Franziskus zum Titularbischof von Gabii und zum Weihbischof in Rom. Der Generalvikar des Bistums Rom, Erzbischof Angelo De Donatis, spendete ihm am 13. Januar des folgenden Jahres die Bischofsweihe. Mitkonsekratoren waren der römische Weihbischof Gianrico Ruzza und der Bischof von San Marino-Montefeltro, Andrea Turazzi. In der regionalen Bischofskonferenz von Latium war er Präsident der Kommission für das Gesundheitswesen.
Am 28. Januar 2025 ernannte ihn Papst Franziskus zum Bischof von Jesi. Die Amtseinführung fand am 29. März desselben Jahres statt.